# Эйс (теннис)
Эйс (или подача на вылет) — термин, обозначающий в теннисе ситуацию, когда подающий выигрывает очко в розыгрыше за счет подачи, которая попала в квадрат и при этом принимающий игрок не коснулся мяча. Если игрок коснулся мяча и мяч отлетел в аут, подача не считается эйсом. Эйсы являются одним из статистических показателей, за которыми следят в профессиональном теннисе.

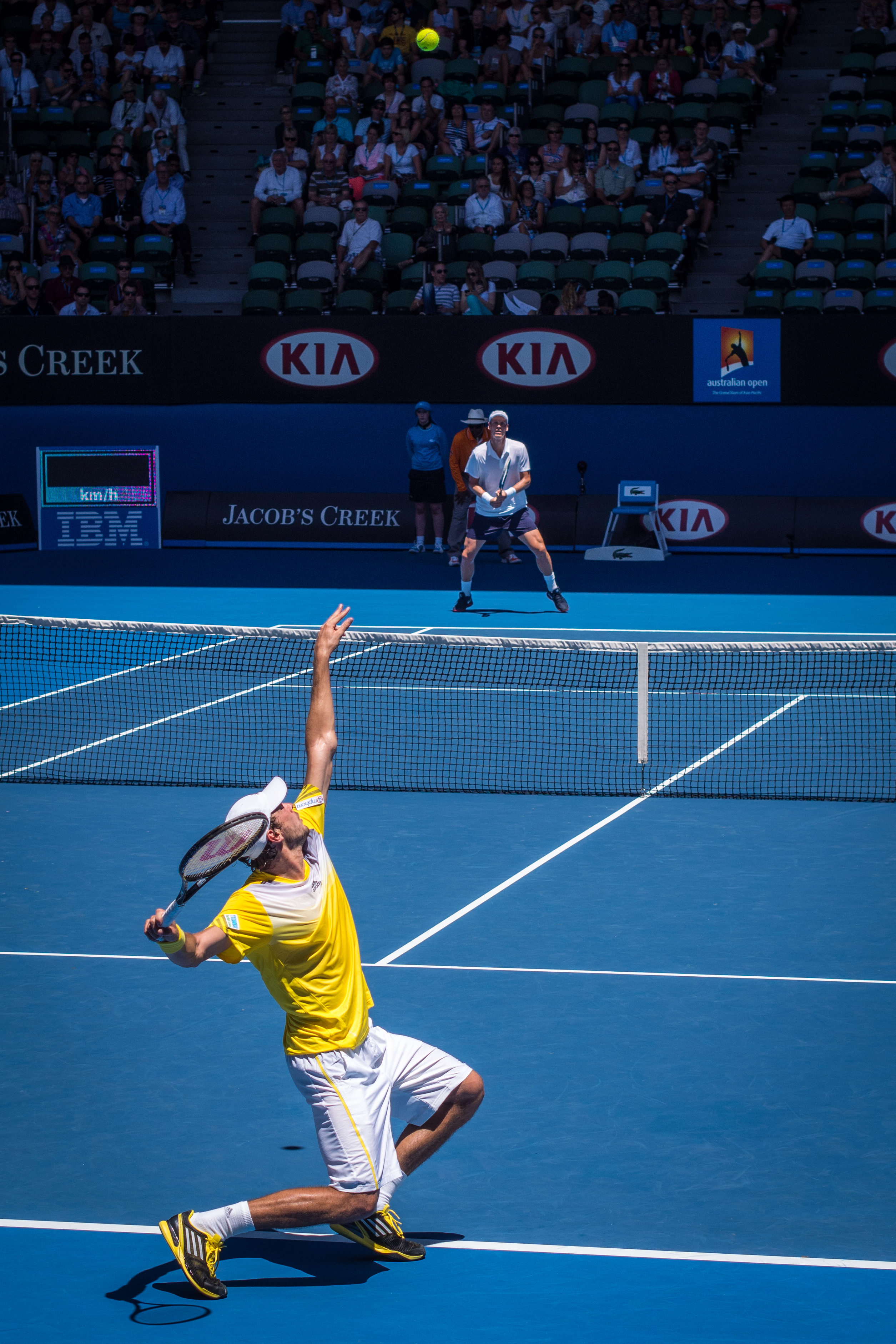
Эйс или подача на вылет

## Рекорды
Представляющая Казахстан Елена Рыбакина установила исторический для мирового тенниса рекорд. Она стала первой в истории теннисисткой, которая выполнила более 60 эйсов в одном турнире WTA-1000. 
Среди профессионалов существует несколько рекордов по количеству эйсов.

### Женщины
| Спортсменка                 | Количество эйсов в матче |
| --------------------------- | ------------------------ |
| Кристина Плишкова           | 31                       |
| Сабина Лисицки              | 27                       |
| Александра Стивенсон        | 25                       |
| Кайя Канепи, Серена Уильямс | 24                       |

### Мужчины
- Горан Иванишевич в 1996 году на турнирах АТП подал за сезон 1477 эйсов — это рекорд в истории тенниса․

| Спортсмен  | Количество эйсов в матче |
| ---------- | ------------------------ |
| Джон Изнер | 112                      |
| Николя Маю | 103                      |